# Black Sails (ep)
Black Sails is een ep van de Amerikaanse rockband AFI, uitgebracht in 1999. De eerste drie nummers stonden ook op Black Sails in the Sunset. "Who Knew?" werd opgenomen in dezelfde periode maar werd eerst uitgebracht op deze ep. Daarna werd het nummer ook nog op diverse compilaties uitgebracht en op de Japanse persing van Black Sails in the Sunset.

## Track listing
1. Porphyria - 02:08
2. Malleus Maleficarum - 04:01
3. The Prayer Position - 03:27
4. Who Knew? - 02:14